# Patrick MacHugh
Patrick MacHugh (* 29. März 1992 in Kirkcaldy) ist ein schottischer Badmintonspieler. 

## Karriere
Patrick MacHugh siegte bei den East of Scotland Championships 2012. Bei den Iceland International des gleichen Jahres belegte er Rang zwei. 2013 qualifizierte er sich für die Badminton-Weltmeisterschaft. 2013 siegte er ebenfalls bei den Bulgaria Open und wurde Dritter bei den Welsh International. Ein Jahr später war er bei den Iceland International 2014 erfolgreich.